# Rehobotski bastardi
Rehobotski bastardi, malena etnička zajednica porijeklom od Nizozemaca s kolonije Cape i afričkih žena. Hermanus van Wyk bio je njihov prvi vođa (Kaptein) koji ih je s Capea doveo u Namibiju, a kao vođa na toj poziciji ostaje sve do svoje smrti 1905.
Rehobotski bastardi srodni su Obojenima iz Južnoafričke Repuiblike, a većina ih živi u Namibiji. Ime im dolazi od riječi bastard (mješanac) i imena namibijskog grada Rehobotha. U tamošnjim jezicima nazivani su Basters, Baasters, Rehobothers ili Rehoboth Basters.
Izvorno su s područja kolonije Cape odakle 1868. migriraju na sjever i nastanjuju se u Rehoborthu gdje 1872. proglašavaju Slobodnu Republiku Rehoboth. Dio njih nešto kasnije seli dalje na sjever u južnoangolski grad Lubango gdje postaju poznati kao Ouivamo ali su između 1928. i 1930. mnogi bili prisiljeni da se vrate natrag u Namibiju. U Namibiji i dalje ustraju na svojoj Slobodnoj republici pa 1952. pišu čak i peticiju Ujedinjenim narodima, no bez vidljivog rezultata.
Južnoafrička Republika nudi im 1979. poluatonomiju, tzv. Baster homeland (“Baster Gebiet”) kod Rehobotha ako se budu borili na njihovoj strani protiv namibijske samostalnosti, što oni odbijaju te ostaju neutralni.
Danas im populacija iznosi oko 52.000; a služe se afrikaansom i engleskim jezikom.